# Pascal Laugier
Pascal Laugier (pronunciación en francés: /loʒje/; 16 de octubre de 1971) es un director de cine y guionista francés.

## Carrera
Laugier inició su carrera como asistente de director. Una de sus primeras producciones fue el documental de la realización de la película de Christophe Gans El pacto de los lobos. Ha escrito y dirigido las películas de horror y fantasía Saint Ange, Mártires,El hombre de las sombras y Ghostland.
Laugier ha sido relacionado con el movimiento artístico conocido como Nuevo extremismo francés.
Laugier fue anunciado para dirigir el remake de la película de terror clásica Hellraiser, pero finalmente el proyecto no se concretó por diferencias con los productores; Laugier quería darle a su película un tono más serio, explorando la temática gay, mientras que los productores pretendían un producto más comercial, enfocado a las audiencias juveniles.

## Filmografía
- Saint Ange (2004)
- Mártires (2008)
- El hombre de las sombras (2012)
- Ghostland (2018)